# Corte Suprema de Noruega

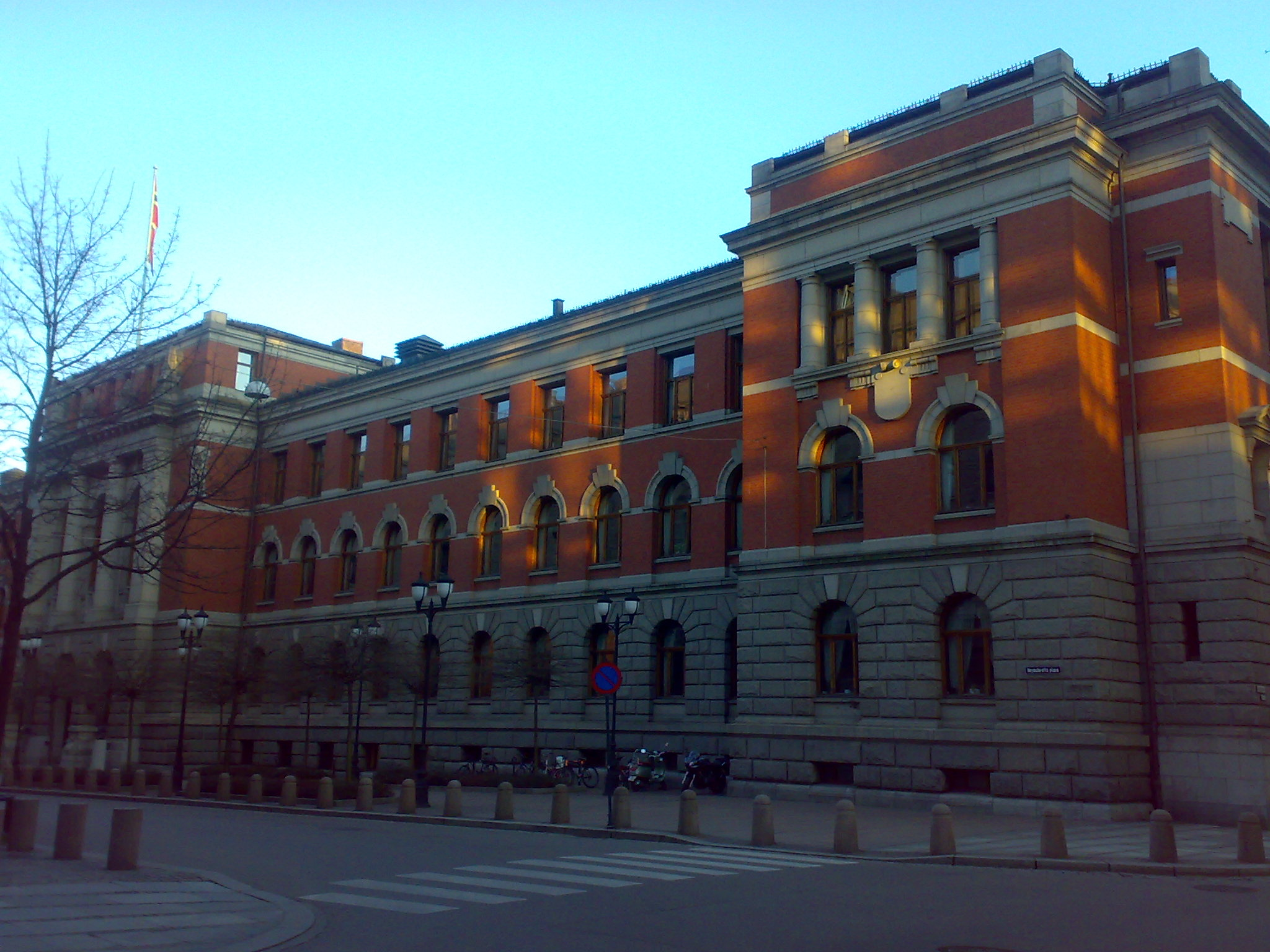
Corte Suprema de Noruega en Oslo.

La Corte Suprema de Noruega se estableció en 1815 sobre la base de la Constitución de Noruega, la prescripción de un poder judicial independiente. Se encuentra en Oslo, Noruega. Además de servir como tribunal de apelación final para civiles y penales, puede también la regla si el gabinete ha actuado de conformidad con la legislación noruega, y si la legislatura Storting se ha aprobado una ley en consonancia con la Constitución. 
El Tribunal Supremo de Noruega es la máxima instancia judicial. Tiene todo el reino de Noruega como de su jurisdicción. El Tribunal Supremo es un tribunal de apelación, es decir, los casos no pueden ser llevados ante el tribunal si no son juzgados en un tribunal de distrito y en la mayoría de los casos también a un tribunal regional de apelación. A pesar de que el Tribunal Supremo es un tribunal de apelación, su función primordial no es simplemente para ser otra audiencia del caso que ha sido escuchado por dos tribunales independientes anteriores. El Tribunal Supremo, por lo tanto, tiene la prerrogativa de decidir qué casos se deberá oír. Esto lleva al tribunal a conocer de las causas principales de importancia, cuya aclaración se requiere o es que las normas que deben fijarse. Fallo conjunto fuerte prioridad para los tribunales inferiores. 
Como sujeto a la legislación noruega, no tiene derecho a ser oído en la Corte Suprema, como los derechos humanos universales artículo a un juicio justo se considera satisfecho con los tribunales de distrito y los tribunales regionales como tribunales de apelación. 
El Tribunal Supremo tiene un comité compuesto por tres jueces, que decide qué casos será juzgado en el Tribunal Supremo. El mismo comité decide en cuestiones de procedimiento un llamamiento de los tribunales inferiores. 
A normal Corte Suprema se decide caso por cinco magistrados. Sin embargo, el jefe de la justicia puede decidir que todos los jueces escuchará el caso. Estas "Pleno de los casos" a menudo implican cuestiones fundamentales o los casos que pudieran alterar el propio Tribunal Supremo precedencia. 
El tribunal está presidido por un Presidente del Tribunal Supremo con dieciocho jueces. El actual jefe de la justicia es Tore Schei.